# Воробей (фильм, 2010)
«Воробей» — фильм режиссёра Юрия Шиллера, известного российского документалиста, для которого эта работа стала дебютом в игровом кино. Фильм вышел в прокат летом 2010 года.

## Сюжет
События фильма разворачиваются в деревне Васильевка, где, по легенде, много лет назад загадочно появился табун лошадей. С тех самых пор знаменитый на весь край табун оберегался всеми жителями деревни; его удалось спасти даже в голодные военные времена. Но когда, уже в наши дни, в деревне случился неурожай и перед директором хозяйства встал вопрос — как платить людям зарплату и при этом возвращать банковский кредит, взятый год назад, — он решает отправить табун на скотобойню. На защиту лошадей встаёт вся деревня, но экономическая целесообразность оказывается важнее прочих доводов. Единственным защитником табуна оказывается маленький сын пастуха Митя Воробьёв по прозвищу Воробей.

## Критика
«Мнение на фильм было неоднозначным — от недоумения у некоторых критиков до восторга их коллег и зрителей». Так, «Ведомости» обратили внимание на прямолинейный «как оглобля» сюжет, а также неудачный выбор исполнителя главной роли, Мити Воробьёва: юный актёр старается быть нарочито естественным, и «хочется дать ему конфетку и вывести из кадра». Вместе с тем: «На роль философа Воробья удалось найти совершенно изумительного парнишку Дениса Бабушкина» (Валерий Кичин, кинокритик); «…мальчишка прекрасный, и он очень многое берёт на себя» (Елена Стишова, кинокритик). Кинообозреватель «Коммерсанта» Лидия Маслова назвала язык фильма «нарочито корявым и заплетающимся». Ей как бы отвечает Марина Тимашева из «Радио Свобода»: «Это очень честное человеческое высказывание. Глубоко искреннее, что в кино очень редко бывает. Здесь нет какой-то конструкции. Здесь есть просто мысль, с которой может кто-то согласиться, кто-то нет, но ясно, что у человека это болит. Я почти никогда не вижу современных фильмов, в которых что-то болит. У них, как правило, болит только желание что-то наворотить.»
Ей «вторят» «большие» кинокритики: А.Плахов: «картина буквально бьёт наотмашь по нашему вялому отношению к сложившейся ситуации в российской деревне… Это профессионально снятое честное и доброе кино о мире, в котором мы живём, и мире, в котором придётся жить, если „золотой телец“ задавит наши души и ослепит глаза» , П.Шепотнник: «…в этой картине столько неожиданного, но абсолютно незамыленного взгляда на, казалось, самые простые явления. … в этой картине найдётся нечто такое, что сможет в нас вселить надежду», Л.Павлючик: «Это картина большой горечи и при этом большого оптимизма. В ней есть и горькая правда нашей жизни и вера, что мы не погибнем»…
Лидия Сычёва, журнал «РФ сегодня»: «Фильм Ю. Шиллера дарит нам очень осторожный оптимизм — впервые за последние 20 лет на наших экранах появился достоверный образ русской деревни. Впервые образ наших тружеников и кормильцев воссоздан с благоговейной бережностью и любовью. Если фильм выйдет в прокат, сила этой любви многократно умножится. Как, впрочем, и сила неприятия тех, для которых главное содержание жизни не в вере, а в сиюминутном, не в красоте, а в деньгах, не в справедливости, а в личной выгоде».

## В ролях
- Денис Бабушкин — Митя Воробьёв
- Олеся Шаблова — Люська
- Сергей Реусенко — дед мальчика
- Кристина Бабушкина — Настя
- Юрий Назаров — Илья Петрович
- Сергей Угрюмов — Степан
- Александр Наумов — Чернов

## Съёмочная группа
- Режиссёр и сценарист: Юрий Шиллер
- Ассистент режиссёра: Сергей Качкин, Кирилл Седухин
- Художник: Владимир Филиппов
- Продюсеры: Александр Гундоров, Сергей Линников, Алексей Малечкин

## Дополнительные факты
- Съёмки фильма проходили в селе Сергино, деревне Опалиха и деревне Бабуши Нытвенского района Пермского края

## Награды
- Главный приз II Открытого российского ежегодного конкурса сценариев игровых полнометражных фильмов «Вера, Надежда, Любовь»[6]
- Главный приз XXII Всероссийского Шукшинского кинофестиваля (Алтай, 2010),[7]
- Приз VII Международного фестиваля «Лучезарный ангел», Москва—2010
- Специальный приз 10 Международного кино фестиваля в Пуне (Индия) (2012)
- Фильм — участник программы «World Greats» на Всемирном кинофестивале в Монреале (2010) и пр.